# جوایز هاروی
جوایز هاروی برای موفقیت در کتاب های کمیک اعطا می شود. جوایز هاروی که به نام نویسنده و هنرمند هاروی کورتزمن نامگذاری شد، توسط گری گراث در سال ۱۹۸۸، رئیس ناشر فانتاگرافیکس، تأسیس شد تا جانشین جوایز کربی باشد که در سال ۱۹۸۷ متوقف شد.جوایز هاروی اکنون توسط کمیته نامزدی جوایز هاروی نامزد می شود. برندگان با رای آزاد در میان کار شناسان کمیک انتخاب می شوند.کمیته اجرایی جوایز هاروی از داوطلبان بدون حقوق تشکیل شده است و جوایز از طریق حمایت مالی تامین می شوند.جوایز از زمان آغاز به کار خود در مجموعه‌ای از کنوانسیون‌های گوناگون میزبانی شده‌اند .